# Heinrich Spoerl
Heinrich Spoerl, född 8 februari 1887 i Düsseldorf, Kejsardömet Tyskland, död 25 augusti 1955 i Rottach-Egern, Bayern, Västtyskland, var en tysk jurist, skribent och författare. Han började sin bana som journalist och jurist på 1910-talet. Sitt genombrott som författare fick han på 1930-talet, och skrev företrädandevis komedier.
Spoerl är främst känd som författare till Die Feuerzangenbowle (1933) och Der Maulkorb (1936), vilka båda filmatiserades i Tyskland. Den första filmversionen av Der Maulkorb regisserades 1938 av Erich Engel och den har filmatiserats i Tyskland ytterligare fyra gånger. Die Feuerzangenbowle filmatiserades 1944 av Helmut Weiss med Heinz Rühmann i huvudrollen och blev en mycket populär film. Den svenska filmtiteln blev Skolans skräck.